# Во имя Родины
«Во имя Родины» (другое название «Русские люди») — героическая киноповесть режиссёров Всеволода Пудовкина и Дмитрия Васильева по пьесе Константина Симонова «Русские люди» (1942).

## Сюжет
Капитан Сафонов посылает свою возлюбленную, разведчицу Валечку, с заданием в оккупированный немцами город, куда приезжает новое командование — жестокий генерал. Сведения передаёт мать Сафонова. Положение советских воинов плачевно — заканчивается вода и провиант, а поддержки не поступает. Валечке поручено взорвать мост, о чём узнаёт засланный в отряд немецкий шпион. Его ловят с поличным, однако тот успевает передать информацию и в месте переправы девушка попадает в засаду. На помощь Валечке, а также для дезинформации немецкого штаба, Сафонов посылает в город опытного разведчика, лейтенанта Глобу. Тем временем, убитая горем от потери сына-красноармейца жена городского головы совершает отравление новоприбывшего генерала.
Глобе удаётся дезинформировать немецкое командование и отвлечь их от стратегически важного моста, перебросив свои силы на бойцов майора Васина. Для подтверждения слов, якобы перебежавшего красноармейца Глобы, его помещают в камеру вместе с Валечкой и провокатором, но лейтенант стоит на своём. В назначенный час по мосту в город входят бойцы советской армии. Отступая, немцы расправляются с заключёнными, но Глоба успевает закрыть собой Валечку.

## В ролях
- Николай Крючков — Иван Никитич Сафонов, капитан
- Елена Тяпкина — Сафонова Марфа Петровна, мать капитана Сафонова
- Михаил Жаров — Иван Иванович Глоба, лейтенант, военфельдшер
- Мария Пастухова — Валечка, Валентина Николаевна Анощенко, разведчица
- Владимир Грибков — Николай Харитонов, доктор медицины, городской голова
- Ольга Жизнева — Мария Николаевна Харитонова
- Фёдор Курихин — Александр Васильевич Васин, командир отряда студентов, майор, начальник штаба обороны города
- Пётр Алейников — Ильин, комиссар батальона
- Всеволод Пудовкин — немецкий генерал
- Борис Пославский — Вернер, немецкий полковник
- Александр Румнев — Розенберг, капитан, адъютант генерала
- М. Чепель — Козловский, полицай из Николаева
- Виктор Кулаков — Семёнов, он же Курт Мюллер, провокатор и предатель
- Александра Данилова — Шура, связистка
- Иван Клюквин — санитар (нет в титрах)
- Иван Пельтцер — эпизод (нет в титрах)

## Съёмочная группа
- Режиссёры: Всеволод Пудовкин, Дмитрий Васильев
- Сценаристы: Константин Симонов, Всеволод Пудовкин, Дмитрий Васильев
- Композитор: Борис Вольский
- Операторы: Борис Волчек, Эра Савельева, Борис (Абрам-Бер) Арецкий
- Художник-постановщик: Абрам Векслер
- Звукорежиссёр: Константин Гордон